# Theo van Gogh (đạo diễn)
Theo Van Gogh  (23 tháng 7 năm 1957 – 2 tháng 11 năm 2004)  là một nhà sản xuất phim, đạo diễn và nhà báo người Hà Lan. Sau khi làm ra cuốn phim Submission chỉ trích cách đối xử tàn tệ đối với những người phụ nữ Hồi giáo, ông bị ám sát trong khi đang chạy xe đạp trong thành phố Amsterdam.  Ông bị  Mohammed Bouyeri, một người Hà Lan gốc Maroc bắn, đâm và để lại mẫu giấy trong đó có ghi những dòng trong kinh Qur'an. Phim Submission dài 11 phút, nói tiếng Anh và miêu tả sự hành hạ, hiếp đáp, cưỡng bức những phụ nữ Hồi giáo qua 4 vai diễn là phụ nữ. Một cảnh trong phim mô tả một phụ nữ mặc áo choàng có kinh Qur'an viết trên người cô ta và da thịt lộ ra dấu bầm roi.